# Europawahlgesetz
Das Europawahlgesetz der Bundesrepublik Deutschland (EuWG) enthält Regeln für die Europawahlen in Deutschland, also die Wahl der deutschen Abgeordneten des Europäischen Parlaments. Als solches bietet das Wahlgesetz die Gewährleistung für die demokratische Legitimation der EU-Parlamentarier und Grundlage der Geltung der durch sie getroffenen Entscheidungen.
Das Gesetz enthält die wesentlichen Bestimmungen zu den Wahlen. Weiter verweist es subsidiär auf das Bundeswahlgesetz (BWahlG). Die Ausführung der Wahlen vor Ort regelt im Detail die Europawahlordnung (EuWO).

## Aktives Wahlrecht
2023 wurde das Alter mit dem das aktives Wahlrecht erreicht wird, von 18 auf 16 Jahre gesenkt.

## Wahlzulassung
Aufgrund der Zulassung einer Partei oder sonstigen politischen Vereinigung erfolgt automatisch ihre Teilnahme an der Wahl. Parteien können entweder in einem oder mehreren Bundesländern mit Landeslisten antreten, oder mit einer einheitlichen Bundesliste in ganz Deutschland:
Nach § 9 Abs. 5 EuWG ist Voraussetzung für die Zulassung einer Landesliste, dass die politischen Vereinigungen Unterschriften von 0,1 % der Wahlberechtigten des betreffenden Bundeslandes, jedoch von höchstens 2.000 Wahlberechtigten vorlegen müssen.
Gemeinsame Listen für das gesamte Bundesgebiet müssen von 4000 Wahlberechtigten unterzeichnet sein. Die Wahlberechtigung ist bei Einreichung des Wahlvorschlages nachzuweisen.
Beides ist nicht nötig, wenn die Partei schon im Europäischen Parlament, im Deutschen Bundestag oder einem deutschen Landesparlament ausreichend (mindestens 5 Abgeordnete, ohne Parteiwechsler – siehe § 9 Abs. 5 EuWG) vertreten ist.
Die nötige Unterschriftenzahl für eine Landesliste ist damit genauso hoch wie für die Bundestagswahl nach § 27 BWahlG.
Für eine bundesweite Wahlteilnahme sind die 4.000 Unterschriften für eine Bundesliste jedoch deutlich weniger als die knapp 30.000 nötigen Unterschriften für eine bundesweite Teilnahme (mit 16 Landeslisten) bei Bundestagswahlen.
In der Praxis treten daher  alle Parteien, die Unterschriften benötigen, mit einer Bundesliste an. Nur die CDU und die CSU, die nicht bzw. nur in Bayern antreten, stellen traditionell Landeslisten auf (benötigen aber aufgrund ihrer kontinuierlichen Präsenz in Bundestag, Landtag(en) und Europaparlament keine Zulassung).
Nach § 11 EuWG wird vom Bundeswahlleiter geprüft, ob die politische Vereinigung ihre Kandidaten demokratisch bestimmt hat. Nach § 14 Abs. 5 EuWG macht der Bundeswahlleiter 48 Tage vor der Wahl die endgültigen Wahllisten bekannt. Dabei geht es nur noch darum, zu prüfen, ob es gegen einzelne Kandidaten einer Liste Einwände gibt, etwa, dass dieser gleichzeitig in zwei EU-Ländern kandidiert.
Weiter gelten nach § 4 mehrere Abschnitte des Bundeswahlgesetzes (BWahlG) soweit im Europawahlgesetz keine andere Regelung getroffen wurde (also subsidiär). Falls die Parteieigenschaft eine Rolle spielt, muss beispielsweise nach § 18 Abs. 2 BWahlG der Bundeswahlausschuss diese festgestellt haben.

## Sperrklausel
Die Sperrklausel in § 2 Abs. 7 EuWG, nach der mindestens 3 % der Stimmen erforderlich sind, um Sitze zu erlangen, wurde vom Bundesverfassungsgericht mit Urteil vom 26. Februar 2014 für verfassungswidrig befunden und daher für nichtig erklärt. Sie wurde infolgedessen seit den Europawahlen 2014 nicht angewandt.